# Sleepy Time Gal
Sleepy Time Gal ist ein Song, der von Ange Lorenzo und Richard A. Whiting (Musik) sowie Joseph R. Eldan und Raymond B. Egan (Text) geschrieben und 1925 veröffentlicht wurde.

## Songstruktur
Das auf dem Notenblatt als A Wide Awake Fox Trot Song angekündigte Lied, meist im langsamen Shuffle-Rhythmus zu spielen, hat jazzige Strophen, mit einem Refrain mit punktierten Viertel- und Achtelnoten. Am auffallendsten ist der Break kurz vor dem Ende der B-Sektion, bei den Worten It's gettin' late and, dear, your pillow's waitin’.

## Erste Aufnahmen
Zu den ersten Musikern, die den Song ab Ende 1925 aufnahmen, gehörten Ben Bernie, der mit dem Lied einen seiner ersten Hits in den Vereinigten Staaten hatte, ferner Gene Austin, Nick Lucas, Art Landry, die Manhattan Dance Makers (u. a. mit Tommy Gott, das Vokalduo Billy West & Bob Thomas, Bennie Krueger, Harry Reser, Joe Tarto), Fletcher Henderson (mit Coleman Hawkins), Ben Selvin und Earl Baker (mit Glenn Miller und Benny Goodman). Sleepy Time Gal war 1926 die erste Plattenaufnahme der Tänzerin Josephine Baker.

## Spätere Coverversionen und Verwendung in Filmen
Der Diskograf Tom Lord listet im Bereich des Jazz insgesamt 160 (Stand 2015) Coverversionen, u. a. von Tony Bennett, Jimmie Lunceford, Glenn Miller, The Mills Brothers, Chick Bullock, Svend Asmussen, Casa Loma Orchestra, Harry James, Kay Kyser, Charlie and His Orchestra, Edmond Hall, Les Paul, Ray Conniff (1956, mit Don Cherry), Hoagy Carmichael, The Singers Unlimited und Oscar Peterson. 1942 wurde das Lied in dem namensgebenden Film Sleepytime Gal (Regie: Albert S. Rogell) von Judy Canova gesungen; Frances Langford interpretierte den Song in Never a Dull Moment (Regie: Edward C. Lilley, 1943). Auch Art Lund (1947), Adam Wade und Red Foley coverten den Song.